# Szturm (gra karciana)
Szturm – gra karciana polegająca na dobraniu najlepszej kombinacji kart, aby pozostać jedynym graczem z kartami.

## Zasady gry
Gra się pełną talią 52 kart. Gra składa się z 4 etapów:
1. Rozdanie kart
2. Licytacja kart (sąd)
3. Rozgrywka (szturm)
4. Podliczenie punktów i zapisanie wyniku

## Rozdanie kart
Każdy gracz otrzymuje po 13 kart (w wersji z 3 osobami po 10 kart, a w wersji z 4 osobami po 7 kart). W pierwszej rundzie rozdaje losowy gracz a w każdej kolejnej następny gracz na prawo od rozdającego. 
12 z pozostałych kart zostaje odłożone na stos zakryty (zwany sądem) a reszta kart trafia do drugiego zakrytego stosu (zwanego więzieniem).

## Licytacja (sąd)
Pierwsza karta ze stosu 12 kart jest odkrywana i wyznacza kolor atutowy. Osoba na prawo od rozdającego decyduje czy chce przywłaszczyć sobie tę kartę. W zamian musi zaoferować oddanie co najmniej 1 swojej karty. Inni gracze mogą podbijać propozycje gracza lub spasować. Gdy wszyscy inni spasują gracz przejmuje kartę, ale w zamian musi odłożyć określoną liczbę dowolnych kart. Odłożone karty nie wracają do gry. Jeśli wszyscy gracze spasują z wyjątkiem jednego gracza, który nie brał do tej pory udziału w licytacji to może on przywłaszczyć sobie tę kartę za darmo.
Po zakończeniu licytacji odkrywana jest kolejna karta ze stosu i poddawana licytacji. Tym razem licytację zaczyna gracz po prawej stronie od gracza, który ostatnio zaczynał licytacje.
Etap trwa do momentu aż wszystkie z 12 kart zostaną poddane licytacji.

## Rozgrywka (szturm)
Wszystkie karty z drugiego stosu (więzienia) zostają odsłonięte. Rozgrywkę rozpoczyna gracz na prawo od rozdającego. Rozgrywka polega na zbieraniu lew z obowiązkiem dokładania do koloru. W przypadku braku koloru gracz może wyrzucić dowolną kartę. Lewę przejmuje gracz z najwyższą kartą w kolorze lub najwyższym atutem. Starszeństwo kart to A-K-D-J-10-9-8...2.  Gracz który wziął lewę przejmuje (uwalnia) jedną z kart z więzienia. Może wybrać dowolną kartę. Wybrana karta staje się jedną z kart w jego ręce i może zostać użyta w grze.
Rozgrywka toczy się do momentu aż tylko jeden z graczy pozostanie z kartami.

## Punktacja
Gracz który jako jedyny pozostał z kartami otrzymuje 1 punkt + punkty za figury w ręce oraz więzieniu. 
Punktacja jest następująca: 
- A – 4 pkt
- K – 3 pkt
- D – 2 pkt
- J – 1 pkt

Gra toczy się do momentu zdobycia 40 pkt przez jednego z graczy i to on staje się zwycięzcą.